# Luleå HF
Luleå HF este un club de hochei pe gheață din Luleå, Suedia, fondat in 1977.

## Palmares
- Campioana Suediei:
  - Câștigătoare: 1996, 2025[1]